# پوینتینگتون
پوینتینگتون (به انگلیسی: Poyntington) یک روستا و محله مدنی در بریتانیا است که در West Dorset واقع شده‌است. پوینتینگتون ۱۲۸ نفر جمعیت دارد.